# Marten
Marten (bulgariska: Мартен) är ett distrikt i Bulgarien.   Det ligger i kommunen Obsjtina Ruse och regionen Ruse, i den centrala delen av landet, 260 km öster om huvudstaden Sofia.
Omgivningarna runt Marten är en mosaik av jordbruksmark och naturlig växtlighet. Runt Marten är det ganska glesbefolkat, med 26 invånare per kvadratkilometer.